# Liste der italienischen Botschafter in Vietnam
Diese Liste enthält alle italienischen Botschafter in Südvietnam und in der Sozialistischen Republik Vietnam.

## Südvietnam
Eine erste diplomatische Vertretung in die neu gegründete Republik Vietnam (Südvietnam) entsandte Italien am 24. Oktober 1950 mit dem Geschäftsträger Francesco Vincenti Mareri. Auf diesen folgte am 27. Juli 1951 der Ministre plénipotentiaire Vitale Gallina, bevor 1955 der erste Botschafter ernannt wurde.
| Ernennung     | Name                 |
| ------------- | -------------------- |
| 12. Dez. 1955 | Ferruccio Stefenelli |
| 17. Juli 1962 | Giovanni D’Orlandi   |
| 13. Aug. 1967 | Vincenzo Tornetta    |
| 27. Feb. 1972 | Eugenio Rubino       |

Die in Saigon angesiedelte Botschaft wurde 1975 nach der Kapitulation Südvietnams im Vietnamkrieg aufgegeben.

## Sozialistische Republik Vietnam

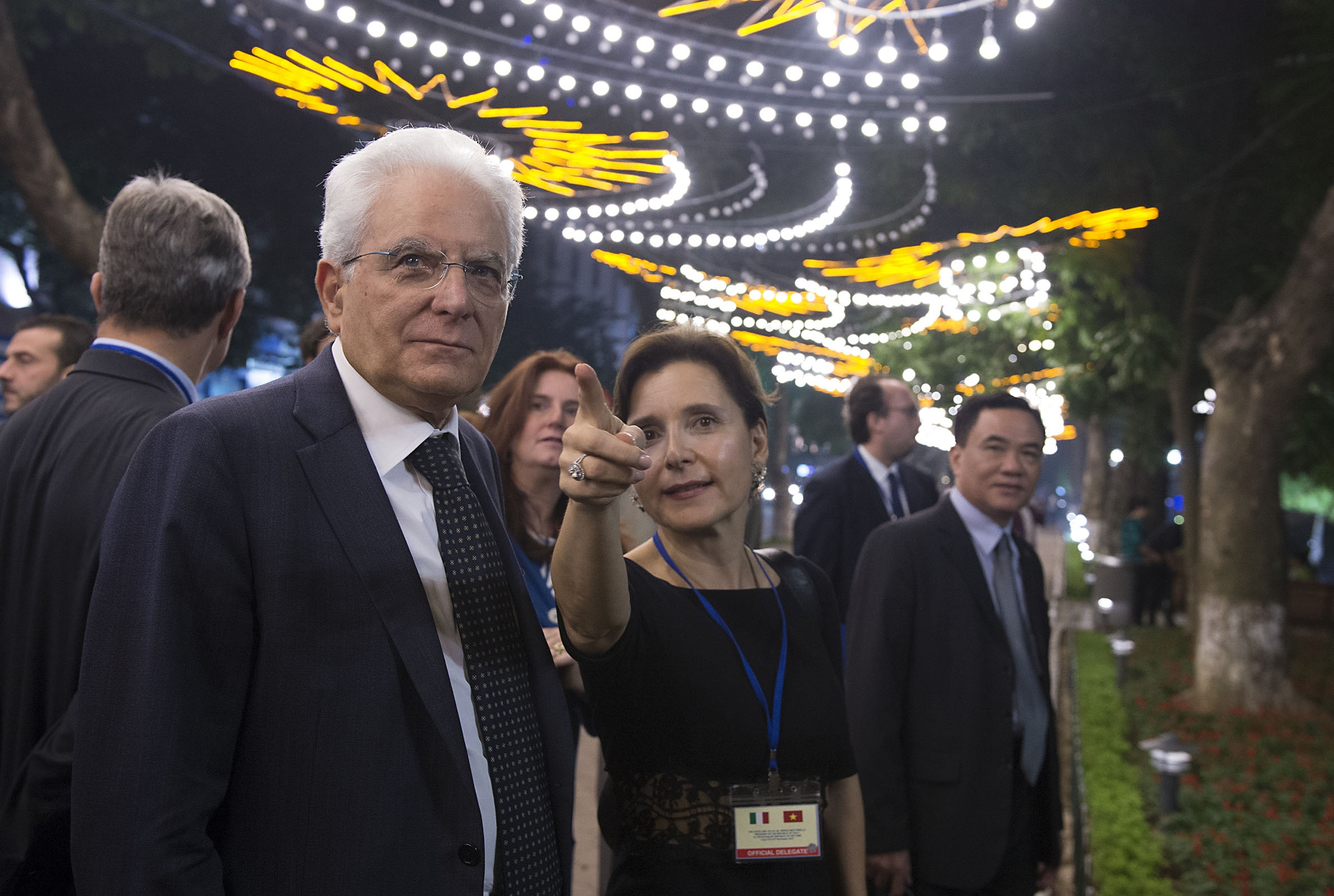
Die italienische Botschafterin Cecilia Piccioni mit dem italienischen Staatspräsidenten Sergio Mattarella in Hanoi (2015)

Am 2. Mai 1975, nur zwei Tage nach dem Fall Saigons, ernannte Italien für die neue diplomatische Vertretung in Hanoi den Geschäftsträger ad interim Gabriele Menegatti. Im selben Jahr wurde auch der erste Botschafter ernannt.
| Ernennung     | Name                                   |
| ------------- | -------------------------------------- |
| 16. Dez. 1975 | Giuliano Bertuccioli                   |
| 27. Mai 1978  | Marco Guido Fortini                    |
| 6. Apr. 1981  | Ludovico Masetti                       |
| 17. Sep. 1986 | Leopoldo Giacomo Maria Ferri de Lazara |
| 19. Nov. 1988 | Maurizio Teucci                        |
| 1. Sep. 1992  | Gianluigi Pasquinelli                  |
| 13. Nov. 1995 | Mario Vittorio Zamboni di Salerano     |
| 21. Jan. 2000 | Luigi Solari                           |
| 2. Feb. 2004  | Alfredo Matacotta Cordella             |
| 1. Juli 2008  | Andrea Perugini                        |
| 18. Nov. 2010 | Lorenzo Angeloni                       |
| 7. Apr. 2015  | Cecilia Piccioni                       |
| 29. Nov. 2018 | Antonio Alessandro                     |
| 7. Aug. 2023  | Marco della Seta                       |

Die italienische Botschaft war zunächst mit anderen diplomatischen Vertretungen in Thống Nhất, einem ehemaligen französischen Nobelhotel, untergebracht. 1988 wurde sie in ein Gebäude in der Le Phung Hieu Street 9 verlegt.

## Belege
1. 1 2  La sede. In: Ambasciata d’Italia Hanoi. Italienisches Außenministerium, abgerufen am 25. November 2021 (italienisch).